# Mourmelon-le-Grand
Mourmelon-le-Grand é uma comuna francesa na região administrativa do Grande Leste, no departamento de Marne. Estende-se por uma área de 23.21 km², e possui 5.102 habitantes, segundo o censo de 2018, com uma densidade de 220 hab/km².